# Carex communis
Espèce
Classification phylogénétique
Carex communis est une espèce de plantes du genre Carex et de la famille des Cyperaceae.